# Cascada
I Cascada (pronuncia /kæˈskɑdə/) sono un gruppo musicale tedesco, originario di Bonn, di musica eurodance e hands up.
Reso particolarmente noto a livello internazionale tra il 2005 e il 2006 dal singolo Everytime We Touch, il gruppo è composto dalla cantante Natalie Horler e i DJ e produttori Yanou e DJ Manian. Hanno mantenuto il successo negli anni successivi grazie ad altri singoli come What Hurts the Most, Evacuate the Dancefloor e Pyromania.
Alcuni membri del gruppo hanno lanciato altri progetti dal nome Tune Up!, Scarf!, Akira, Diamond e Siria, oltre ai singoli pubblicati sotto i nomi di DJ Manian (come Heaven, Turn the Tide e Welcome to the club) e Yanou (come Sun Is Shining, Brighter Day e Children of the Sun). Nella loro carriera, i Cascada hanno venduto 30 milioni di album e, si stima, circa 15 milioni di singoli digitali. Questo li ha resi secondi solo a David Guetta fra gli artisti dance di maggior successo del decennio 2000-2010.
Hanno rappresentato la Germania all'Eurovision Song Contest 2013, con la canzone Glorious.

## Storia del gruppo

### Gli esordi e il primo album:Everytime We Touch
Il gruppo ha esordito nel 2004 con il singolo Miracle, dal grande impatto commerciale. Nel 2005 hanno fatto seguito altri tre singoli: Bad Boy, Everytime We Touch e How Do You Do!, cover dei Roxette. Il secondo di questi, Everytime We Touch, riprendeva l'omonimo brano di Maggie Reilly e ha avuto un grosso impatto sul pubblico portando il gruppo alla notorietà internazionale nel 2006, anno di pubblicazione del loro album di debutto uscito per l'etichetta discografica Zooland, intitolato come il singolo di punta da esso estratto, Everytime We Touch.
Anche l'album ha avuto fortuna sul piano commerciale, raggiungendo la vetta della classifica irlandese e la seconda posizione di quella britannica e scalando quelle dei maggiori paesi europei.
La promozione del loro primo fortunato lavoro si è protratta per tutto il 2006, con la pubblicazione di altri tre singoli, Truly Madly Deeply, A Neverending Dream e Wouldn't It Be Good, rispettivamente cover dei brani dei Savage Garden, degli X-Perience e di Nik Kershaw.
Durante questo periodo è stato pubblicato dalla medesima casa discografica in formato esclusivamente digitale l'EP Ready for Love EP e l'album di remix The Remix Album, entrambi diffusi nel novembre 2006.

### Il secondo album,Perfect Day
Durante il 2007, il gruppo si è ripresentato al pubblico con il brano What Hurts the Most, reinterpretazione del brano di Mark Wills reso già noto da Jo O'Meara e dai Rascal Flatts che ne avevano in precedenza realizzato una cover. Il singolo, ben accolto dal pubblico, ha anticipato di pochi giorni l'uscita dell'album Perfect Day, secondo lavoro del complesso.
Pur non facendo segnalare gli stessi valori del precedente, anche il secondo disco, pubblicato ancora una volta dall'etichetta Zooland, si è rivelato un successo commerciale in gran parte dei paesi in cui è stato pubblicato.
Nel corso del 2008 e nei primi mesi del 2009 sono stati pubblicati altri quattro singoli, What Do You Want from Me?, Because the Night (riproposizione della nota canzone dei Patti Smith Group), Faded, cover di un brano di Kate DeAraugo, e la traccia che ha dato il titolo al disco, Perfect Day. Pur essendo stati dei brani particolarmente sfruttati nelle discoteche mondiali, questi singoli non hanno fatto segnalare particolari risultati nelle classifiche di vendita.

### Evacuate The Dancefloor
Il 2009 ha segnato il ritorno del gruppo ai vertici delle classifiche grazie al singolo Evacuate the Dancefloor, che riporta il complesso ai livelli di popolarità conosciuti con il pezzo che li ha lanciati nel mondo della musica, Everytime We Touch. Il brano ha scalato le classifiche di vendita mondiali, raggiungendo le vette di quelle di Paesi Bassi e Regno Unito e piazzandosi tra le primi dieci posizioni di altre numerosissime nazioni, divenendo inoltre un grande successo sulle piste da ballo. Nel luglio dello stesso anno ha visto la luce l'omonimo album Evacuate the Dancefloor, primo disco del gruppo non contenente cover di altri artisti, che ha bissato il successo commerciale dei precedenti due lavori. Dal disco sono stati estratti, nel corso del 2009, anche i singoli Fever e Dangerous, dal tiepido successo commerciale.
Nel 2009 aprono inoltre il The Circus: Starring Britney Spears, tour di Britney Spears.

### Just The Hits
Nel 2010 è la volta di Just The Hits, secondo album di raccolta contenente alcuni brani che hanno reso celebre il gruppo più una serie di remix di brani altrettanto celebri del gruppo. Viene proposta in questo album per la prima volta come "bonus track" Last Christmas cover del celebre brano degli Wham! che verrà poi ripresa nell'album It's Christmas Time. L'album contiene in totale 16 tracce.

### Original Me
Terminata la promozione del terzo album e dopo l'uscita di Just The Hits, il gruppo è tornato sulle scene musicali già nel marzo 2010 pubblicando il singolo Pyromania, che nonostante la buona accoglienza riservatagli non ha raggiunto i risultati dei precedenti Everytime We Touch ed Evacuate the Dancefloor.
Negli ultimi mesi dello stesso anno è stato presentato al pubblico un altro singolo, Night Nurse, inserito nella compilation Clubland 18. Nel mese di maggio 2011 è stato pubblicato il singolo San Francisco, che anticipa l'album Original Me. Il secondo singolo ufficiale dell'album è Au Revoir, il cui video ha debuttato in esclusiva su ClublandTv.
Il 18 maggio 2013 il gruppo ha partecipato all'Eurovision Song Contest portando il brano Glorious e classificandosi al dodicesimo posto.

### Back On The Dancefloor
Durante un'intervista rilasciata a un giornale tedesco, Natalie rivela l'imminente pubblicazione di un nuovo singolo. Fu annunciato il 2 marzo e si tratta di Summer Of Love che sarà pubblicato a fine mese, precisamente il 30. Nel frattempo viene anche girato il video che uscirà assieme alla canzone e verrà distribuito per l'anteprima solo in Germania. Il 22 giugno su etichetta Zooland viene pubblicato in collaborazione con il cantante Nicci The rhythm of the night cover del famoso brano dance dei Corona uscito ne '94. Il 13 aprile esce il disco contenente il singolo più una serie di remix dei brani che hanno avuto più successo.

### It's Christmas Time
All'inizio di novembre del 2012 i Cascada annunciano un nuovo album (il settimo se non contiamo il The Remix Album) dove vengono reinterpretate da Natalie alcune canzoni di natale come ad esempio Let It Snow! Let It Snow! Let It Snow! di Vaughn Monroe, Jingle Bells Rock di Bobby Helms, Silent Night (versione inglese di Stille Nacht) del reverendo Joseph Mohr, Last Christmas cover del celebre brano degli Wham! (tra l'altro inclusa anche in Just The Hits allora come "bonus track") e molte altre. Il 10 novembre è stato pubblicato sul canale YouTube di Natalie un video di presentazione del suddetto album che è poi uscito il 30 dello stesso mese. L'album contiene in totale 11 tracce ed è disponibile in download digitale su iTunes e Amazon.

### Acoustic SessioneThe Best Of Cascada
Il 24 luglio viene pubblicato sempre sotto etichetta Zooland il singolo The World Is in My Hand. A metà ottobre del 2013 è stato annunciato l'ottavo album. Natalie riprende alcune delle sue canzoni più famose e le reinterpreta in chiave acustica, ovvero con l'accompagnamento della chitarra. L'album contiene anche 3 nuovi brani: 74-75 in collaborazione con The Connelles, You in collaborazione con Robin Stjernberg e Golden Train. L'album contiene 17 tracce, è uscito il 1º novembre ed è anch'esso disponibile in download digitale su iTunes e Amazon.
L'8 Febbraio 2013 i Cascada pubblicano il singolo Glorious, con cui successivamente partecipano all'Eurovision Song Contest arrivando ventunesimi. Viene pubblicato il Greatest Hits The Best Of Cascada, in cui vengono inseriti sia Glorious che un altro brano inedito, The World is in My Hands, successivamente estratto come secondo singolo.

### Altri singoli e tour
Nel 2014 i Cascada pubblicano il singolo Blink, annunciando tuttavia di non avere momentaneamente l'intenzione di pubblicare un quinto album in studio. Nel 2015 viene pubblicato un re-work di Reason, brano precedentemente pubblicato con il titolo di Diamond in qualità di B-side track. In seguito ad una gravidanza di Natalie, il gruppo torna in tour a partire da dicembre 2015. Nel 2016 collaborano invece con il produttore Cassiano nel singolo Praise You. Nel 2017 pubblicano invece i singoli Run e Playground.
Nel 2018 il gruppo collabora con Hardwell per un remix di Everytime We Touch e realizza il singolo inedito Back For Good. Nel 2019 viene pubblicato il singolo Like The Way We Do. Nel 2021 collabora con la band Trans-X nel singolo One Last Dance.

## Formazione
- Natalie Horler - voce (2004 - presente)
- DJ Manian - Produzioni (2004 - presente)
- DJ Yanou - Produzioni (2004 - presente)

## Discografia parziale

### Album in studio
- 2006 - Everytime We Touch
- 2007 - Perfect Day
- 2009 - Evacuate the Dancefloor
- 2011 - Original Me

### Raccolte
- 2006 - The Remix Album
- 2009 - Greatest Hits
- 2010 - Just the Hits
- 2012 - Back on the Dancefloor
- 2012 - It's Christmas Time
- 2013 - The Best of Cascada
- 2013 - Acoustic Sessions

### Singoli
- 2004 - Miracle
- 2005 - Bad Boy
- 2005 - Everytime We Touch
- 2005 - How Do You Do!
- 2006 - Truly Madly Deeply
- 2006 - A Neverending Dream
- 2006 - Ready for Love
- 2007 - What Hurts the Most
- 2007 - Last Christmas
- 2008 - What Do You Want from Me?
- 2008 - Because the Night
- 2008 - Faded
- 2009 - Perfect Day
- 2009 - Evacuate the Dancefloor
- 2009 - Fever
- 2009 - Dangerous
- 2010 - Pyromania
- 2010 - Night Nurse
- 2011 - San Francisco
- 2011 - Au Revoir
- 2012 - Summer of love
- 2012 - The Rhythm Of The Night
- 2013 - Glorious
- 2013 - The World Is In My Hands
- 2014 - Blink
- 2014 - Madness
- 2015 - Reason
- 2017 - Run
- 2017 - Playground
- 2018 - Back for Good
- 2019 - Like the way I do
- 2021 - One Last Dance (feat. Trans-X)